# New Soul
Pour le genre musical, voir Neo soul.
Singles de Yael Naim
Toxic
(2007) Too Long
(2008)
Pistes de Yael Naim
Too Long Levater
New Soul est une chanson de la chanteuse de R&B/soul israëlo-française Yael Naim, sorti en 2008 en tant que single de l' album auquel elle donne son nom. 
La chanson a gagné en popularité aux États-Unis grâce à son utilisation par Apple dans leur campagne de publicité pour l'ordinateur portable MacBook Air. La chanson parle d'une nouvelle âme qui est venue dans ce monde pour apprendre « un peu comment donner et recevoir ». Cependant, elle trouve cela plus difficile qu'il n'y paraît. La chanson, utilisée dans les films Super blonde et Petits meurtres à l'anglaise, comporte également une partie chantée avec des "la la la la" à la fin. Ce single est celui qui s'est le mieux classé pour Yael Naim dans les classements américains et le seul à avoir atteint le top 40 dans le Billboard Hot 100.
New Soul a été mixée et masterisée par S. Husky Höskulds aux Studios Groundlift à Reykjavik et à Los Angeles.

## Composition et paroles
La chanson parle d'une nouvelle âme qui est venue dans ce monde pour apprendre « un peu comment donner et recevoir ». Cependant, elle trouve cela plus difficile qu'il n'y paraît.
Une partie de la chanson est également composée de "la la la la" en guise de paroles.

## Clip vidéo
Le clip vidéo montre Yael Naim emménageant dans un appartement vide. Elle commence par couvrir les murs de papier peint montrant un lac bordé par la forêt. Elle commence ensuite à déballer des meubles, tels qu'un piano, un aquarium avec un poisson rouge et un certain nombre de photos, qu'elle accroche au mur. Tandis qu'elle les accroche, les personnes sur les photos apparaissent vivantes dans la scène dans laquelle elles ont été photographiées. Yael Naim se met ensuite à peindre sur les photos et tout ce qu'elle peint apparaît pour les gens dans la photo. Elle retire l'une des photos pour découvrir un trou dans le mur, révélant la forêt du papier peint devenue réelle. Elle pousse le mur qui tombe dans le lac, ainsi que le reste des murs, faisant du plancher un radeau flottant sur le lac avec ses meubles. Les personnes des photographies la rejoignent par bateau, démarrant une fête, en dansant et en jouant de la musique, tandis que Yael Naim vide l'aquarium dans le lac.

## Utilisation dans les médias
La chanson New Soul a été utilisée dans :
- Le film Super blonde;
- Le film Petits meurtres à l'anglaise;
- Le film français de François Desagnat 15 ans et demi.
- La telenovela argentine Guapas dans l'épisode "Las Marujas" en 2014;
- Le téléfilm allemand Les Nouvelles stars;

## Performance dans les classements
New Soul a atteint la 2e place des classements en France. Au Canada, la chanson a débuté à la 44e place du Canadian Hot 100 pour devenir 7e la semaine suivante, ce qui fut sa meilleure place.
Au Royaume-Uni, dans le UK Singles Chart, le single est entré en 42e place jusqu'à culminer à la 30e place un mois plus tard.
À sa sortie le 16 février 2008, New Soul a débuté dans le Billboard Hot 100 américain à la 9e place et a ensuite atteint la 7e place avant de retomber à la 42e place la semaine suivante. À la suite de son utilisation par Apple dans leur campagne de publicité pour l'ordinateur portable MacBook Air la chanson est de nouveau remontée dans les classements américains. Au total, le single est resté classé 19 semaines.

## Classements

### Classements hebdomadaires
| Classement (2008)                       | Meilleure position |
| --------------------------------------- | ------------------ |
| Australie (ARIA)                        | 29                 |
| Autriche (Ö3 Austria Top 40)            | 2                  |
| Belgique (Flandre Ultratop 50 Singles)  | 7                  |
| Belgique (Wallonie Ultratop 50 Singles) | 1                  |
| Canada (Hot 100)                        | 7                  |
| France (SNEP)                           | 2                  |
| Hongrie Airplay                         | 7                  |
| Italie (FIMI)                           | 6                  |
| Japon (Hot 100)                         | 11                 |
| Nouvelle-Zélande (RMNZ)                 | 21                 |
| Suisse (Schweizer Hitparade)            | 5                  |
| Royaume-Uni (UK Singles Chart)          | 30                 |
| États-Unis (Hot 100)                    | 7                  |
| États-Unis (Alternative Songs)          | 9                  |
| États-Unis (Adult Pop Songs)            | 16                 |

### Classements de fin d'année
| Classement (2008)             | Rank |
| ----------------------------- | ---- |
| Allemagne (GfK Entertainment) | 33   |

## Source
- (en) Cet article est partiellement ou en totalité issu de l’article de Wikipédia en anglais intitulé « New Soul » (voir la liste des auteurs).